# Dicksonfjorden
Dicksonfjorden is een fjord van het eiland Spitsbergen, dat deel uitmaakt van de Noorse eilandengroep Spitsbergen.
Het fjord is vernoemd naar ondernemer Oscar Dickson (1823-1897).

## Geografie
Het fjord is noordoost-zuidwest georiënteerd en heeft een lengte van ongeveer 35 kilometer. Ze mondt in het zuidwesten uit in het Nordfjorden, een zijtak van het Isfjord.
Ten westen van het fjord ligt James I Land en ten oosten het Dickson Land.
Het fjord ligt in Nationaal park Nordre Isfjorden.